# Sri Mādhopur
Sri Mādhopur är en ort i Indien.   Den ligger i distriktet Sīkar och delstaten Rajasthan, i den nordvästra delen av landet, 210 km sydväst om huvudstaden New Delhi. Sri Mādhopur ligger 502 meter över havet och antalet invånare är 30 281.
Terrängen runt Sri Mādhopur är platt, och sluttar västerut. Runt Sri Mādhopur är det tätbefolkat, med 308 invånare per kvadratkilometer. Sri Mādhopur är det största samhället i trakten. Trakten runt Sri Mādhopur består till största delen av jordbruksmark.